# Кассий Херея
Гай Ка́ссий Херея́ (лат. Gaius Cassius Chaerea; казнён вскоре после 24 января 41 года, Рим, Римская империя) — офицер преторианской гвардии времён правления императора Калигулы. Возглавив заговор и организовал убийство принцепса в январе 41 года. Вступил в сговор с Сенатом, желавшим восстановления Республики. Впоследствии был казнён Клавдием.

## Биография
Гай принадлежал к старинному и знатному плебейскому роду; тем не менее, о его родителях сохранившиеся источники ничего не сообщают. В период поздней Республики носителями когномена «Херея» (Chaerea) были другие знатные плебеи — Фаннии. 
Кассий Херея более всего известен как идейный глава заговора и один из убийц императора Калигулы (наряду с префектом претория Марком Аррецином Клементом (фр. Marcus Arrecinus Clemens (préfet en 38)), о чьей казни нет информации, но чья судьба точно неизвестна, и двумя военными трибунами — Корнелием Сабином, амнистированным Клавдием, и Юлием Лупом, позже казнённым), зарезанного в криптопортике 24 января 41 года во время устроенных последним Палатинских игр. Заговор убийства Кассия слился с другими заговорами того времени, в том числе с заговорами преторианцев, сенаторов и солдат.
Однако, Херея не симпатизировал идее провозглашения Клавдия новым императором, а скорее заговорщикам из Сената, которые хотели уничтожения принципата и восстановления Республики. Убийство семьи Калигулы силами Хорея также было организовано по решению Сената. Но Херея не контролировал лояльность большинства преторианцев, которые, при поддержке жителей Рима, обеспокоенных возможным хаосом из-за противостояния в Сенате, быстро провозгласили императором дядю Калигулы, Клавдия. Вскоре после этого Херея был приговорён к смерти. Он стал одним из немногих убийц Калигулы, которых действительно осудили и наказали.
Казнён по распоряжению Клавдия, дяди Калигулы и новопровозглашённого императора.